# Suzaku (imperatore del Giappone)
Suzaku (朱雀天皇; 7 settembre 923 – 6 settembre 952) è stato il 61º imperatore del Giappone dal 930 al 946.

## Biografia
Era uno dei figli dell'imperatore Daigo. Alla nascita il suo nome era Yutaakira. Sua madre era una donna del clan Fujiwara.
Dopo la morte del padre, nel 930, divenne imperatore all'età di otto anni; Fujiwara no Tadahira fu reggente del paese in sua vece.
Nel febbraio del 935 Taira no Masakado iniziò una ribellione nel Kanto, e nel 936 Fujiwara no Sumitomo ne iniziò un'altra nel Setonai-kai. I combattimenti finirono nel 941.